# Monte Tasiusap

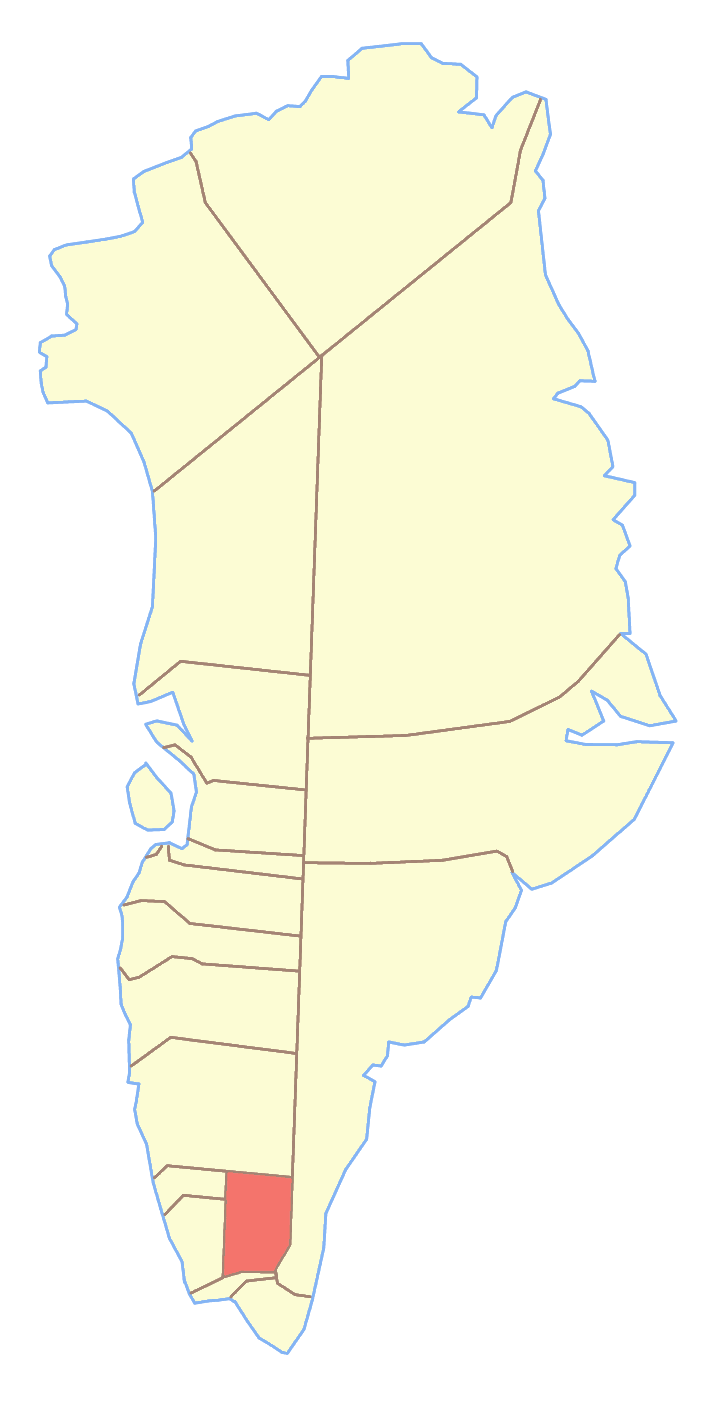
Ex comune di Narsaq, dove si trovava il Monte Tasiusap

Il monte Tasiusap (groenlandese: Tasiusap Qaqqaa) è una montagna della Groenlandia di 890 m. Si trova a 61°12'N 45°43'O; appartiene al comune di Kujalleq.